# Vorsperre Forchheim
Die Vorsperre Forchheim ist ein Stausee oberhalb der Trinkwassertalsperre Saidenbach in Sachsen. Er dient dieser Talsperre zur Vorklärung und Elimination von Schadstoffen. Obwohl es eine Vorsperre ist, hat sie die Dimensionen einer großen Talsperre.
Gestaut wird der Haselbach nördlich von Forchheim im Erzgebirge.

## Beschreibung

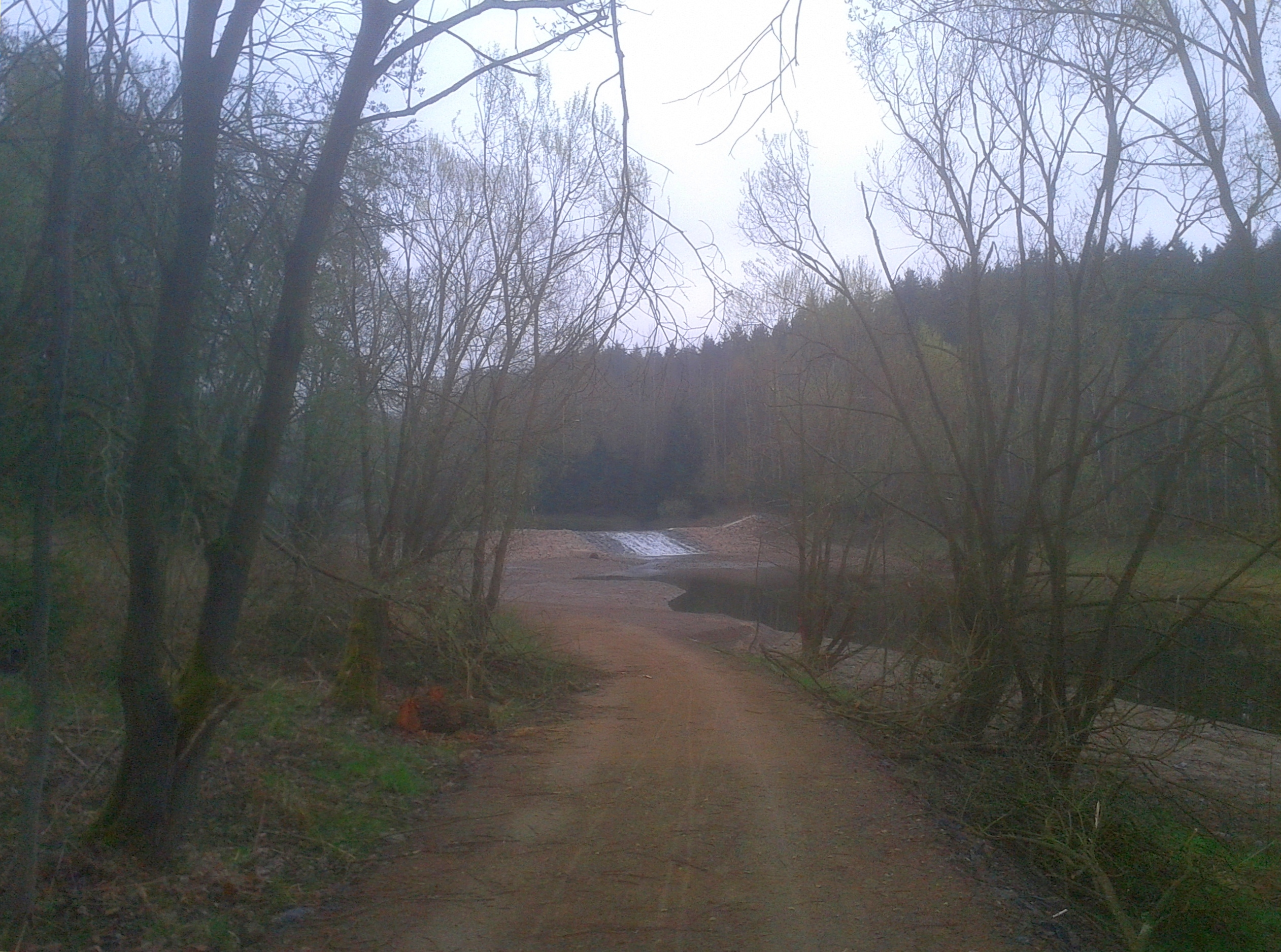
Blick zur Unterwasserstaumauer

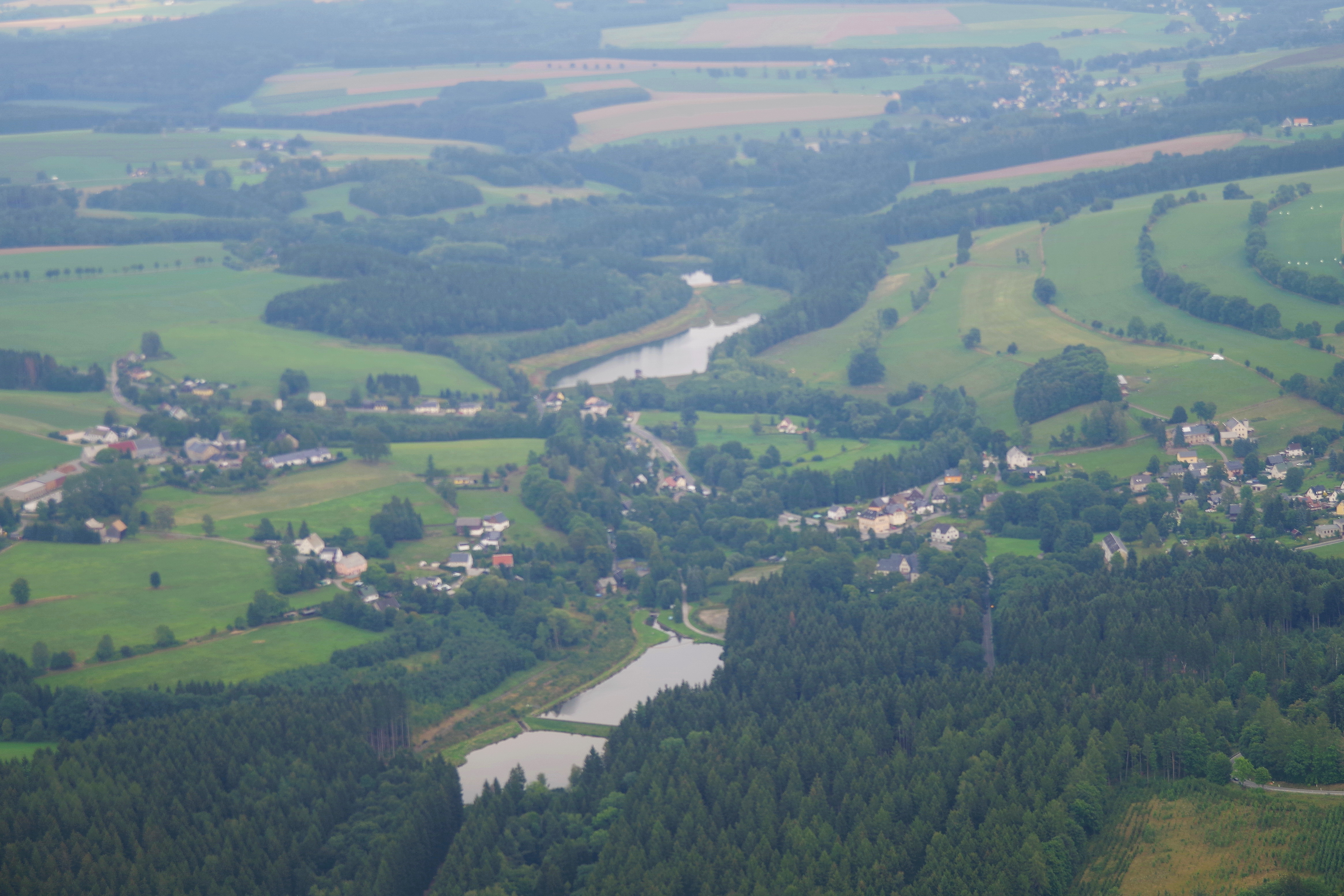
Luftaufnahme

Das Absperrbauwerk ist ein Zweizonenstaudamm mit Lehmdichtung an der Wasserseite. Im Stauraum steht ein Entnahmeturm, der auch als Hochwasserentlastung fungiert. Die Sperre wurde schon mehrmals umgebaut, unter anderem 1982.
Die Talsperre verfügt im Bereich der Stauwurzel über eine Unterwasserstaumauer. Durch diese wird der Eutrophierungsgefahr durch Nährstoffe aus Landwirtschaft und kommunalen Abwässern vorgebeugt. In wasserarmen Zeiten ist die Staumauer luftseitig nicht von Wasser bedeckt, so dass ein Teich vor der Talsperre entsteht.